# Andrzej Wac-Włodarczyk
Andrzej Jan Wac-Włodarczyk (ur. 16 maja 1947 w Żółkiewce) – polski inżynier elektrotechnik, profesor nauk technicznych, profesor zwyczajny Politechniki Lubelskiej i prorektor tej uczelni w kadencjach 1999–2002, 2005–2008 i 2012–2016, prezes Lubelskiego Towarzystwa Naukowego.

## Życiorys
Absolwent Technikum Energetycznego w Lublinie (1966). W 1970 ukończył studia z zakresu elektrotechniki w Wyższej Szkole Inżynierskiej w Lublinie, zaś w 1977 z zakresu matematyki na Uniwersytecie Marii Curie-Skłodowskiej w Lublinie. Doktoryzował się w 1983 na Politechnice Lubelskiej w oparciu o pracę pt. Analiza pracy magnetycznego dziewięciokrotnika częstotliwości. Stopień naukowy doktora habilitowanego uzyskał w 1999 na Akademii Górniczo-Hutniczej w Krakowie na podstawie rozprawy Hybrydowe układy przetwarzania częstotliwości. Tytuł naukowy profesora nauk technicznych otrzymał 7 stycznia 2014.
Początkowo był nauczycielem przedmiotów zawodowych w Zespole Szkół Mechaniczno-Energetycznych w Lublinie. Następnie podjął pracę w Zakładzie Podstaw Elektrotechniki Wyższej Szkoły Inżynierskiej w Lublinie, przekształconej w 1977 w Politechnikę Lubelską. W latach 1993–1999 pełnił funkcję prodziekana Wydziału Elektrycznego PL. W 1999 objął stanowisko profesora nadzwyczajnego i został kierownikiem Zakładu Elektrotechniki Teoretycznej. W latach 1999–2002, 2005–2008 i 2012–2016 był prorektorem Politechniki Lubelskiej. W 2008 został zastępcą dyrektora Instytutu Podstaw Elektrotechniki i Elektrotechnologii.
Został prezesem Lubelskiego Towarzystwa Naukowego oraz wiceprezesem Polskiego Towarzystwa Zastosowań Elektromagnetyzmu.
Specjalizuje się m.in. w: teorii obwodów, właściwościach i aplikacjach materiałów magnetycznych, oddziaływaniu pola elektromagnetycznego na organizmy żywe i kompatybilności bioelektromagnetycznej.
W 2002, za wybitne zasługi w pracy dydaktyczno-naukowej, za działalność na rzecz rozwoju szkolnictwa wyższego, został odznaczony Krzyżem Kawalerskim Orderu Odrodzenia Polski. Otrzymał również Złoty Krzyż Zasługi (1999), Medal Komisji Edukacji Narodowej (2003), Srebrny Medal „Za zasługi dla obronności kraju” i tytuł Zasłużony dla Lubelskiego Środowiska Naukowego (2006).